# Richia cofrensis
Richia cofrensis är en fjärilsart som beskrevs av William Schaus 1898. Richia cofrensis ingår i släktet Richia och familjen nattflyn. Inga underarter finns listade.